# Chemical Society of Japan
Die Chemical Society of Japan bzw. Japanische Gesellschaft für Chemie (jap. 公益社団法人 日本化学会, Kōeki Shadanhōjin Nihon Kagakukai) (CSJ) ist eine 1878 gegründete Gelehrtengesellschaft und ein Berufsverband mit dem Ziel die chemische Forschung und Erziehung in
Japan zu fördern und öffentlichkeitswirksam zu machen und hält dazu jährliche Versammlungen im März ab. Die Mission der CSJ ist es dabei die Förderung der Chemie in Wissenschaft und Industrie durch Zusammenarbeit mit anderen nationalen und globalen Gesellschaften.
Sie hieß bei der Gründung durch rund zwanzig junge Wissenschaftler ursprünglich Chemical Society (im Folgenden wird die jeweilige englische Übersetzung benutzt), später Tokyo Chemical Society und schließlich Chemical Society of Japan. 1948 fusionierte sie mit der 1989 gegründeten Society of Chemical Industry. Sie hat 2022 rund 27.000 Mitglieder. Hiroaki Suga ist für die Periode 2022–2023 President der Chemical Society of Japan.

## Zeitschriften
Die CSJ gibt u. a. folgende Zeitschriften heraus:
- Bulletin of the Chemical Society of Japan (BCSJ)
- Chemistry Letters
- The Chemical Record

## Fellows und Ehrenmitglieder
- Rolf Huisgen (Ehrenmitglied)
- Akira Yoshino (Fellow)

## Chemical Society of Japan Award und andere Preise
Die CSJ vergibt seit 2004 jährlich den Chemical Society of Japan Award an in der Regel fünf bis sechs Wissenschaftler, eine Auswahl der Preisträger ist im Folgenden aufgelistet:
- Gérard Férey
- Tamejiro Hiyama
- Hideo Hosono
- Susumu Kitagawa
- Ei-ichi Negishi
- Ryōji Noyori
- Seiji Shinkai
- Kensō Soai
- Akira Suzuki
- Masaaki Suzuki
- Jirō Tsuji
- Jun-ichi Yoshida

Außerdem wird an jüngere asiatische Chemiker (45 Jahre alt oder jünger) auf dem Asian International Symposium, das auf den jährlichen Hauptversammlungen der CSJ im März stattfindet, der CSJ Lectureship Award vergeben.